# ويس كرافن
ويسلي إيرل «ويس» كرافن (بالإنجليزية: Wesley Earl "Wes" Craven)‏ كان مخرج أفلام، كاتب، منتج وممثل أشتهر بأعماله على أفلام الرعب وبشكل خاص أفلام سلاشر. وقد اشتهر لخلقه سلسلة أفلام كابوس شارع إيلم والتي تتميز بشخصية فريدي كروغر، حيث قام كرفان بإخراج الجزء الأول وجزء الكابوس الجديد وشارك بكتابة الجزء الثالث كابوس شارع إيلم 3: محاربي الحلم.
قام كرافن أيضاً بإخراج جميع الاجزاء الأربعة لسلسة أفلام سكريم بالإضافة للعديد من أفلام الرعب الأخرى.

## روابط خارجية
- الموقع الرسمي
- ويس كرافن على موقع IMDb (الإنجليزية)
- ويس كرافن على موقع الموسوعة البريطانية (الإنجليزية)
- ويس كرافن على موقع روتن توميتوز (الإنجليزية)
- ويس كرافن على موقع مونزينجر (الألمانية)
- ويس كرافن على موقع ألو سيني (الفرنسية)
- ويس كرافن على موقع ميوزك برينز (الإنجليزية)
- ويس كرافن على موقع تيرنر كلاسيك موفيز (الإنجليزية)
- ويس كرافن على موقع أول موفي (الإنجليزية)
- ويس كرافن على موقع بوكس أوفيس موجو (الإنجليزية)
- ويس كرافن على موقع قاعدة بيانات الأفلام السويدية (السويدية)
- ويس كرافن على مشروع الدليل المفتوح
- مقابلة مع ويس كرافن
- قناة ويس كرافن  على يوتيوب